# Karl Bodenschatz
General Karl-Heinrich Bodenschatz (10 de dezembro de 1890 — 25 de agosto de 1979) foi um oficial alemão da Segunda Guerra Mundial.